# Ghawr Gharbiyah
Ghawr Gharbiyah (tiếng Ả Rập: غور غربية, cũng đánh vần là Ghor Gharbiya hoặc Ghouri) là một thị trấn ở miền trung Syria, một phần hành chính của Tỉnh Homs, phía tây bắc của Homs. Các địa phương lân cận bao gồm Qazhal ở phía đông nam, Akrad Dayasinah ở phía đông, Burj Qa'i ở phía đông bắc, Taldou và Kafr Laha ở phía tây bắc và Sharqliyya và al-Qabu ở phía tây. Theo Cục Thống kê Trung ương (CBS), Ghawr Gharbiyah có dân số 4.016 trong cuộc điều tra dân số năm 2004. Cư dân của nó chủ yếu là người Hồi giáo Shia.
Năm 1829, trong thời Ottoman cai trị, làng gồm 30 feddan và trả 3,080 qirsh trong thu thuế hàng năm. Năm 1838 Ghawr Gharbiyah được phân loại là một ngôi làng Hồi giáo.